# 1029 La Plata
För andra betydelser, se La Plata (olika betydelser).
1029 La Plata är en asteroid i huvudbältet som upptäcktes den 28 april 1924 av den tyske astronomen Johannes Franz Hartmann. Dess preliminära beteckning var 1924 RK. Asteroiden namngavs senare efter provinshuvudstaden i Buenos Aires, La Plata, i Argentina.
Den tillhör asteroidgruppen Koronis.
La Platas senaste periheliepassage skedde den 27 november 2021. Dess rotationstid har beräknats till 15,310 timmar.